# Kiprián Kandratóvich
Kiprián Antonóvich Kandratóvich (en bielorruso: Кіпрыян Кандратовіч, Kipryjan Kandratovič; Zinovichy, Gobernación de Vilna, Imperio ruso; 1859 - Segunda República Polaca, 31 de octubre de 1932) fue un comandante de cuerpo de ejército del Imperio ruso y el comandante de las fuerzas armadas de la efímera República Popular Bielorrusa.
Nació en lo que hoy es Bielorrusia. Luchó en las guerras contra el Imperio otomano y el Imperio de Japón. También luchó contra el Imperio alemán en el frente oriental.
Tras la Revolución de Octubre, sirvió en el gobierno de la República Popular Bielorrusa. Fue miembro de la Rada de la República Popular Bielorrusa y fue miembro de la delegación bielorrusa en la Conferencia de Paz de París de 1919.
El general Kandratóvich pasó sus últimos años en la Segunda República Polaca.

## Condecoraciones
- Orden de San Estanislao, 3.ª clase, 1885
- Orden de Santa Ana, 3.ª clase, 1891
- Orden de San Estanislao, 2.ª clase, 1896
- Orden de San Vladimir, 3.ª clase, 1902
- Orden de San Estanislao, 1.ª clase, 1904
- Orden de Santa Ana, 1.ª clase, 1905
- Espada Dorada por Valentía (7 de marzo de 1906)
- Orden de San Jorge, 4.ª clase (17 de julio de 1906)
- Orden de San Vladimir, 2.ª clase (3 de julio de 1909)
- Orden del Águila Blanca (6 de diciembre de 1912)
- Orden de San Alejandro Nevski (1 de junio de 1916)

- Datos: Q2636376
- Multimedia: Kiprian Kondratovich / Q2636376